# Spinta direzionale

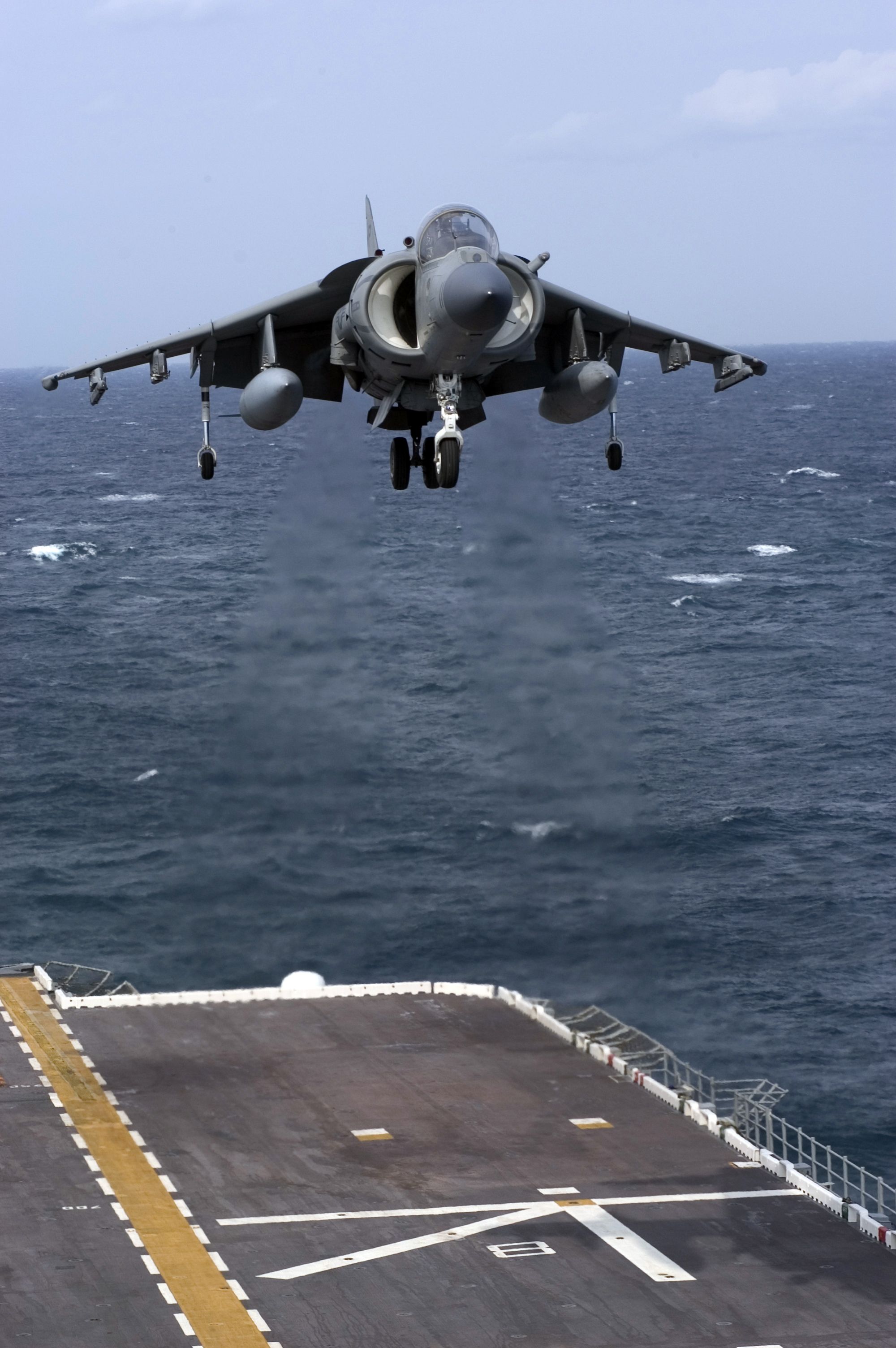
Un AV-8B Harrier II, in fase di atterraggio sulla nave d'assalto anfibia USS Nassau

La spinta direzionale o vettoriale è l'abilità di un aeroplano, un missile, o di un altro veicolo di dirigere la propulsione del proprio motore in una direzione differente da quella parallela al proprio asse longitudinale. In inglese è chiamata thrust vectoring oppure thrust vector control (TVC). Questo sistema fu inizialmente ideato per venire incontro alle specifiche di progettazione per un aereo militare VTOL o STOL. Successivamente fu chiaro che l'uso di una spinta vettoriale durante il combattimento permetteva al velivolo di compiere varie manovre non consentite ad aerei equipaggiati con motori convenzionali.

test di un motore con ugelli direzionale

La maggior parte degli aerei attuali con spinta vettoriale ha installate turboventole con ugelli rotanti o dispositivi per deviare il flusso dell'aria ad altissima temperatura. Questo metodo può riuscire a deflettere la spinta fino a 90 gradi rispetto all'asse dell'aeromobile. Il dimensionamento del motore dev'essere valutato più per il decollo verticale che per la fase di volo, durante la quale il peso totale è sicuramente ridotto e la direzionabilità è agevolata dall'inerzia, sfruttando le superfici mobili di alettoni, elevatori e timone. Il postbruciatore è difficilmente incorporabile e poco pratico in fase di decollo, a causa del getto d'aria talmente incandescente da lasciare delle scie carbonizzate sulla pavimentazione della pista, e questo d'altra parte rende altrettanto difficile il raggiungimento di velocità supersoniche.
La spinta direzionale è anche utilizzata come meccanismo di controllo per i dirigibili, in particolare i moderni dirigibili non rigidi. In questo caso, la maggior parte del carico è sostenuto dalla spinta idrostatica e la spinta vettoriale è utilizzata per controllare il movimento del velivolo. Ad ogni modo, progetti proposti di recente, come il Project WALRUS, vedono una porzione significativa del peso dell'aeromobile sostenuta anche dalla spinta generata dai motori, oltre che da quella fluidodinamica. Il primo esempio di applicazione in questo campo fu ad opera di Enrico Forlanini con il dirigibile Omnia Dir negli anni trenta.
Una seconda tipologia di spinta vettoriale arriva invece dagli ugelli a spinta fluida. Questi deviano la direttrice di propulsione espellendo dell'aria compressa attraverso degli scarichi e riuscendo, in questo caso, a portare una variazione di traiettoria fino a toccare i 15 gradi. Attualmente in fase di sperimentazione, questo genere di ugello è preferibile per svariate ragioni partendo innanzitutto dal suo peso ridotto, per arrivare infine alla maggior semplicità meccanica (assenza di superfici mobili) ed alla riduzione della sezione radar.
L'aeromobile a rotore ribaltabile o convertiplano raggiunge la vettorizzazione della spinta tramite la rotazione della gondola in cui è alloggiato il turbopropulsore. Le complessità meccaniche di questa soluzione sono parecchie ed includono gli stress torcenti trasferiti dai motori mobili all'intera cellula. La maggior parte dei design a rotore ribaltabile equipaggia 2 motori, uno per lato e questo può generare, nel caso in cui le rotazioni non siano correttamente sincronizzate, delle pericolosissime traiettorie elicoidali tali da essere difficilmente contrastabili e recuperabili.

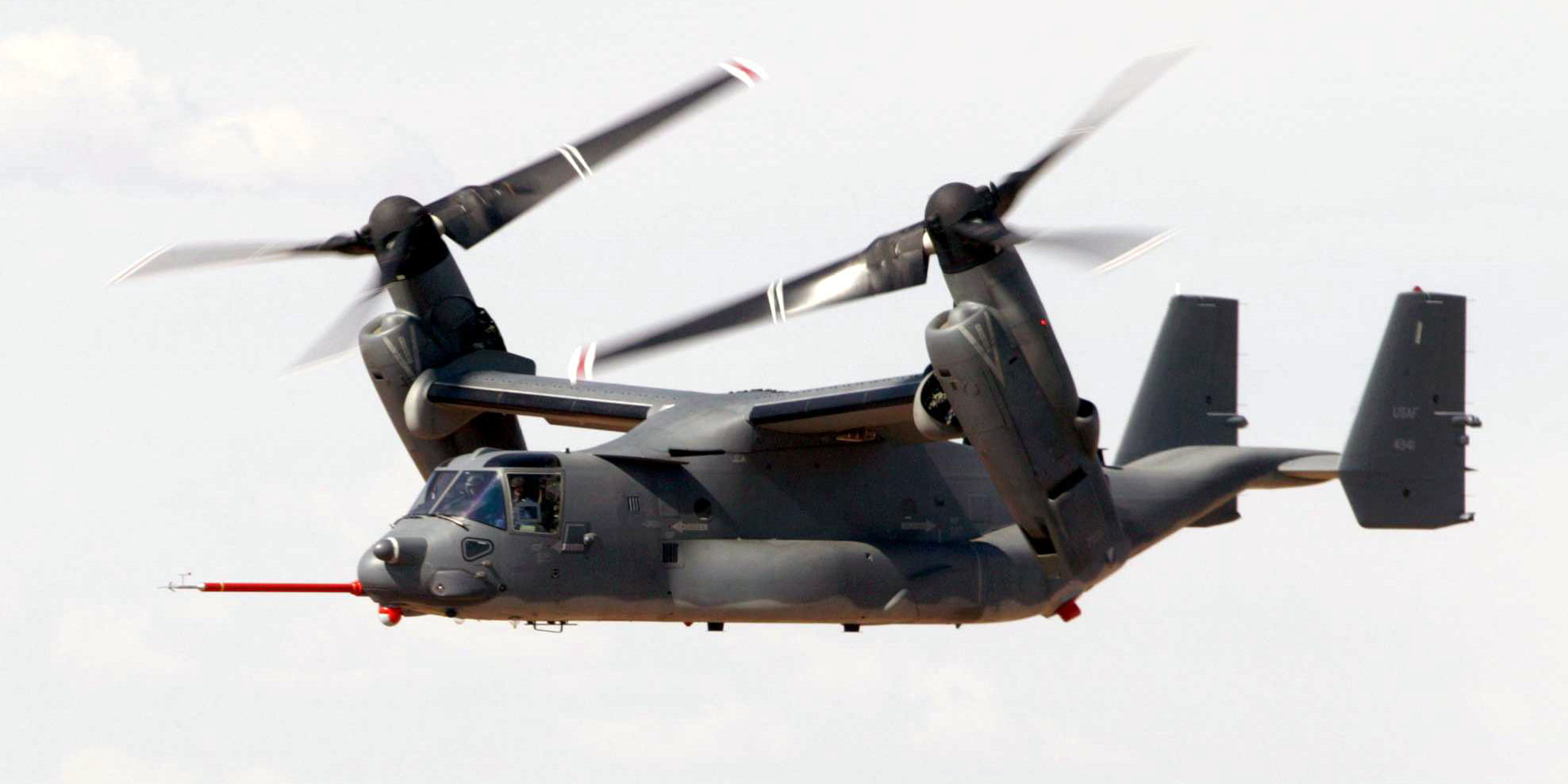
Un convertiplano U.S. V-22 Osprey, durante i collaudi

L'esempio più conosciuto di spinta vettoriale è il motore a getto Pegasus della Rolls-Royce che equipaggia l'Hawker-Siddeley Harrier (con le varianti costruite dalla McDonnell Douglas) e, contrariamente alla credenza comune, non fu applicato contro i caccia argentini durante la Guerra delle Falkland.
Recentemente, figlio di questa tecnologia, è stato sviluppato il Lockheed Martin F-35. Sebbene questo velivolo incorpori delle turboventole convenzionali dotate di postbruciatore (Pratt & Whitney F135 o F136) che facilitino l'operatività supersonica, la versione B monta anche una ventola installata verticalmente e azionata con un albero motore, con la specifica funzione di essere utilizzata durante i decolli e gli atterraggi. Gli scarichi di questa ventola sono deviati da un ugello direzionabile congiuntamente affiancato dalla spinta del motore primario.
Anche i razzi o i velivoli con propulsione a razzo sfruttano la spinta direzionale. Molti missili fanno uso di questa tecnica in quanto, per imporre un cambio di direzione alle basse velocità di partenza, sarebbero altrimenti necessarie delle pinne direzionali eccessivamente estese e questo inficerebbe la penetrazione aerodinamica alle altissime velocità di crociera, senza poi considerare che le quote di operatività di molti razzi presentano una rarefazione dell'aria tale da rendere inutili queste derive.
Tra i tanti esempi di razzi e missili che ricorrono alla spinta vettoriale ci sono l'S-300P (SA-10), missile aria-terra, gli AIM-132 ASRAAM e AA-11 Archer, missili aria-aria, l'RT-23 (SS-24), missile balistico e l'UGM-27 Polaris, missile balistico nucleare.